# Glenzdorfs internationales Film-Lexikon
Glenzdorfs internationales Film-Lexikon, auch Internationales Filmlexikon genannt, ist ein Anfang der 1960er Jahre erschienenes Lexikon und laut seinem Untertitel ein „biographisches Nachschlagewerk für das gesamte Filmwesen.“ Es wurde in Bad Münder von Johann Caspar Glenzdorf im Prominent-Filmverlag „zum 30jährigen Jubiläum des deutschen Tonfilms“ herausgegeben.
Das von 1960 bis 1961 herausgegebene dreiteilige Werk, kurz auch als Glenzdorf zitiert, wurde von der Deutschen Nationalbibliothek in die Liste der „Fachlichen Nachschlagewerke für die Gemeinsame Normdatei“ aufgenommen.